# St. Clair (Pennsylvanie)
St. Clair est un borough situé au centre du comté de Schuylkill, en Pennsylvanie, aux États-Unis,. En 2010, il comptait une population de 3 004 habitants. Il est incorporé le 6 avril 1850.

## Démographie
Lors du recensement de 2010, le borough comptait une population de 3 004 habitants. Elle est estimée, en 2019, à 2 850 habitants.

### Source de la traduction
- (en) Cet article est partiellement ou en totalité issu de l’article de Wikipédia en anglais intitulé « St. Clair, Pennsylvania » (voir la liste des auteurs).